# Stickel

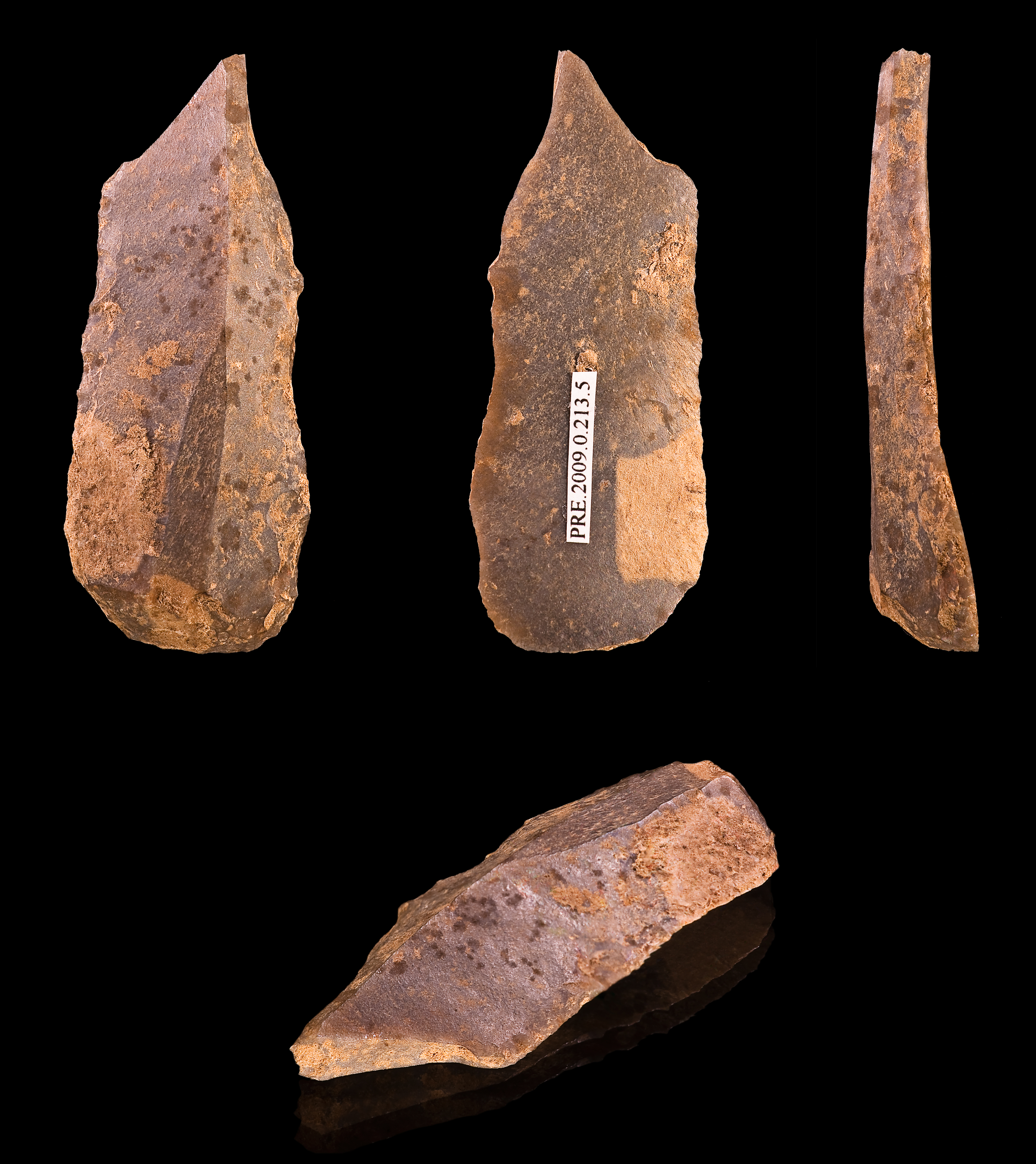
Stickel av sten från France Muséum de Toulouse.

En stickel är ett verktyg med en vass spets som används för att rista eller gravera in mönster i ett hårt material. En stickel hyvlar av material, med handkraft, från ytan som bearbetas.
Under yngre stenåldern tillverkades sticklar av flinta med smal, tvär egg och användes som mejsel eller kniv vid tillverkning och ristning av ben- och hornföremål. Sticklar förekom under större delen av den nordiska stenåldern, ända från yngre paleolitikum, vilket innebär att de är bland vårt lands äldsta typ av redskap. Sticklarna fick dock lite olika utseende under åren som gick. De såg heller inte helt likadana ut. 
Vanligast i Sverige är de s.k. kantsticklarna, vilka har stickeleggen i redskapets ena hörn, samt mittsticklarna, vilka har eggen i mitten, tillverkad genom två slag. Även skivsticklar gjorda av skivor, mikrosticklar, spånsticklar gjorda av spån och liknande förekom. De var nästan alltid tillverkade av flinta i södra Sverige, mera ofta  av kvarts längre norrut i Sverige.
Mikrosticklar var ofta resultatet av redskapstillverkningen under mesolitikum och allts ofta avfall och inte ett redskap.

## Exempel på en stickel i Kristianstad Museum
Kristianstad Museum 103/51 90 Bild nr 103/51 (Negativnummer KrM103Y51_90) Beskrivning: Kantstickel av mörkbrun Kristianstadsflinta. Oerhört kraftig med bruksretusch på stickeleggen. Skrapretusch på motsatta kortsidan. Fyndplats Kolmossarna. Ref. katalogbox 66 (teckning på katalogkortet) Specialbenämning Kantstickel Material Flinta Datering Stenålder

## Övrigt
En modern stickel är tillverkad av härdat stål med en mycket vass, slipad spets och har ett trähandtag och hålls oftast i handen. Läs mer om detta i artikeln Gravyrstickel.